# Nigel Adams
Nigel Adams (Goole, 30 novembre 1966) è un politico britannico, membro del partito conservatore britannico ed eletto alle elezioni del 2010 come deputato alla Camera dei comuni per il collegio di Selby and Ainsty nel North Yorkshire. Il 10 giugno 2023 Adams si è dimesso da parlamentare della Camera dei Comuni con effetto immediato.